# Stazione di Giarre
La stazione di Giarre è una delle stazioni principali della ferrovia Circumetnea.
È posta in posizione centrale rispetto all'abitato, adiacente, ma non collegata, alla linea Messina-Catania delle FS.

## Storia

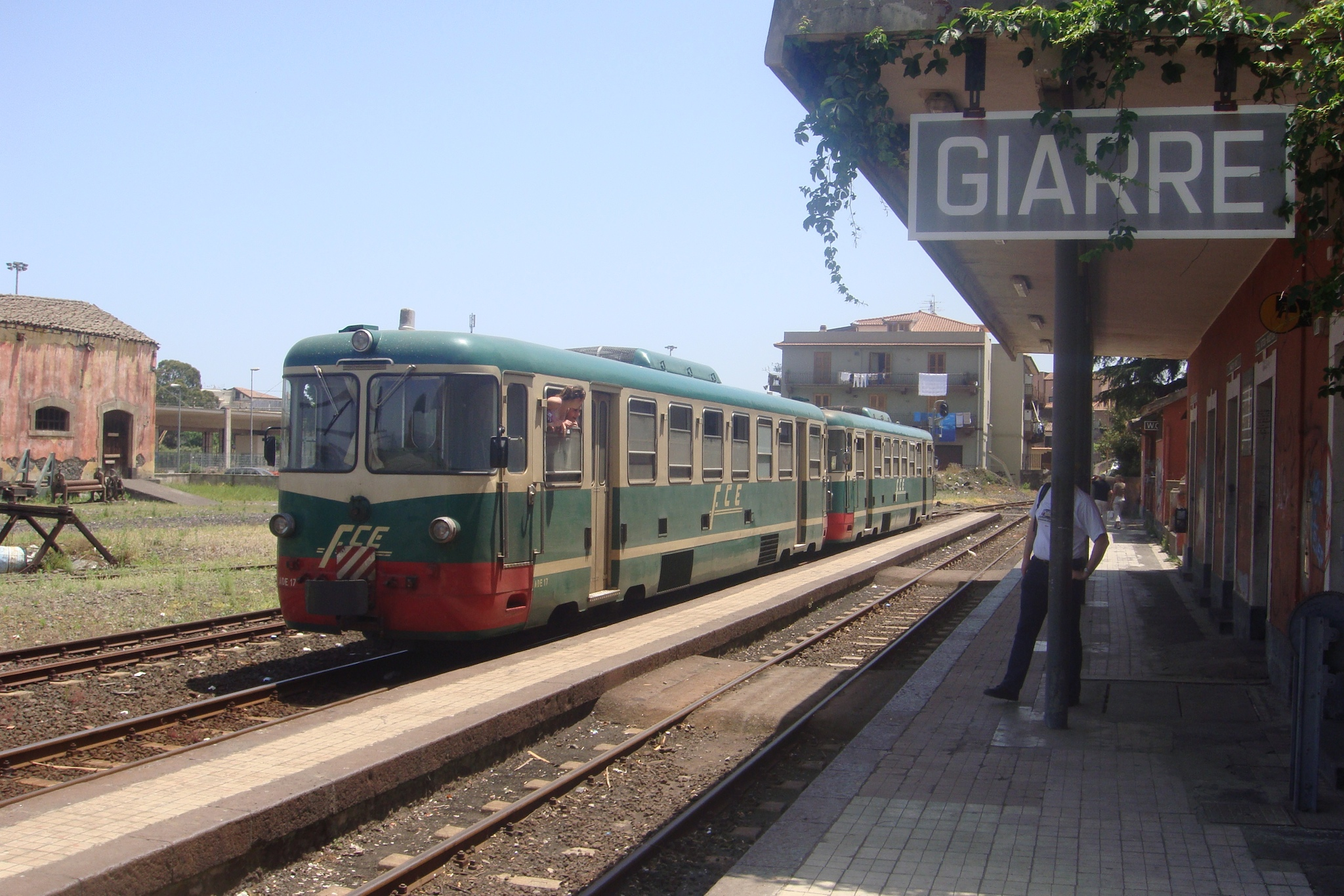
Due automotrici della serie ADe 11-20 alla stazione di Giarre.

La stazione venne costruita nell'ambito del programma di costruzione della ferrovia Circumetnea, in Sicilia, come parte del progetto per connettere, mediante la strada ferrata, le zone produttive del comprensorio pedemontano etneo al porto di Riposto.
La stazione venne inaugurata il 1º luglio 1895, contestualmente all'apertura all'esercizio della tratta ferroviaria Giarre-Castiglione di Sicilia, lunga 26 chilometri.
La stazione di Giarre venne connessa a quella di Riposto il 25 novembre 1896, con la lunghezza complessiva della tratta di 1 chilometro.
Rimase invece un progetto incompiuto la chiusura dell'anello attorno all'Etna, che l'avrebbe dovuta collegare, a scartamento ridotto, anche con Catania, che già dal 1867 era stata raggiunta dalla linea della Sicula a scartamento normale.

### Interventi di riqualificazione e ristrutturazione
Come per altre stazioni della stessa Circumetnea, di recente è stata avviata la procedura di ristrutturazione di questa stazione, la quale ha comportato la sostituzione dei vecchi infissi (porte e finestre), l'asportazione del vecchio meccanismo a cremagliera, utilizzato per l'utilizzo manuale del passaggio a livello, oggi automatizzato, la ripavimentazione, con l'installazione della linea gialla tattile (ex nova), l'allestimento della pensilina per il primo marciapiede, (con la demolizione propedeutica di quella vecchia in muratura), il restauro dei servizi igienici, ed infine la riverniciatura del fabbricato viaggiatori (compreso quello dei servizi igienici), nel tradizionale colore giallo.

## Strutture e impianti
La forma della stazione è classica, con un corpo centrale a due elevazioni, ed una pensilina per il marciapiede del primo binario. Il fascio binari (ubicato ad est del fabbricato), è costituito da due binari interconnessi da due scambi elettromagnetici di estremità (il primo binario è di corretto tracciato, mentre il secondo è in deviata), e da un terzo binario con deviatoi manuali, quest'ultimo dà origine ad un binario tronco, il quale viene utilizzato per la comunicazione con la RFI per il trasporto delle merci, come ad esempio le rotaie.
Come per poche altre stazioni della ferrovia, essa è posta alla destra rispetto al senso di marcia della strada ferrata.
La stazione è inoltre munita di segnalamento di protezione e partenza, disattivato da qualche tempo, poiché sulla tratta Randazzo-Riposto è svolto soltanto servizio a spola.

## Movimento
Fermano tutti i treni viaggiatori. In passato era notevole il movimento merci, soprattutto di vini e prodotti agricoli, il quale oggi è scomparso del tutto.

## Servizi
La stazione è dotata di;
- Sala d'attesa;
- Biglietteria a sportello;
- Annuncio sonoro annunciante l'arrivo dei treni;
- Servizi igienici.

## Interscambio
- L'adiacente stazione di Giarre-Riposto permette l'interscambio con i treni FS per Catania e Messina.
- Lo spiazzo esterno è il punto di interscambio con le linee extraurbane e con il servizio di taxi.